# 佐敦·盧卡古
佐敦·盧卡古（英語：Jordan Lukaku，1994年7月25日—），是比利時足球運動員，司職左閘和左中場，現時效力土甲球會艾丹拿斯堡。佐敦·盧卡古是前車路士前鋒羅美路·盧卡古的弟弟。2016年7月22日，佐敦·盧卡古以500萬歐元加100萬歐元表現條款由奧斯坦德轉會拉素。

## 榮譽
安德列治
- 比利時足球甲級聯賽: 2011-12
- 比利時超級盃: 2013（英语：2013 Belgian Super Cup）[4]